# Movimiento errático
El movimiento errático en física se refiere a que la posición, velocidad y aceleración de una partícula no pueden describirse mediante una sola función matemática continua a lo largo de toda la trayectoria. En su lugar, se requerirá una serie de funciones para especificar el movimiento en diferentes intervalos. Por eso conviene representar el movimiento como una gráfica. Si se puede trazar una gráfica del movimiento que relaciones dos variables s,v,a,t entonces esta gráfica puede utilizarse para construir gráficas subsecuentes que relacionen otras dos variables, puesto que las variables están relacionadas por las relaciones diferenciales v=ds/dt, a=dv/dt o a ds=vdv.